# Тереб (Гдовский район)
Тереб — деревня в Гдовском районе Псковской области России. Входит в состав Первомайской волости Гдовского района.
Расположена на юго-востоке района, в 69 км к юго-востоку от Гдова и в 18 км к юго-востоку от села Ямм, примыкая на севере к деревне Гвоздно.

## Население
Численность населения деревни на 2000 год составляла 16 человек.